# Supergrup de la dumortierita
El supergrup de la dumortierita és un grup de minerals que es troba dividit en tres grups: el grup de la dumortierita, el grup de la holtita i el grup de la szklaryita. Totes les espècies que formen part d'aquests grups cristal·litzen en el sistema ortoròmbic, i són components accessoris en la formació de les quarsites secundàries.
Els minerals que formen part dels grups de la dumortierita i de la holtita són minerals de la classe dels silicats, mentre la szklaryita, única integrant del grup que duu el seu nom, és un mineral de la classe dels òxids.

## Grup de la dumortierita
El grup de la dumortierita està format per dues espècies: la dumortierita i la magnesiodumortierita.
| Espècie              | Fórmula                     |
| -------------------- | --------------------------- |
| Dumortierita         | Al(Al₂O)(Al₂O)₂(SiO₄)₃(BO₃) |
| Magnesiodumortierita | MgAl₆BSi₃O₁₇(OH)            |

## Grup de la holtita
El grup de la holtita està format per tres espècies: holtita, nioboholtita i titanoholtita.
| Espècie       | Fórmula                 |
| ------------- | ----------------------- |
| Holtita       | (Ta0,6◻0,4)Al₆BSi₃O₁₈   |
| Nioboholtita  | (Nb0.6◻0.4)Al₆BSi₃O₁₈   |
| Titanoholtita | (Ti0.75◻0.25)Al₆BSi₃O₁₈ |

## Grup de la szklaryita
El grup de la szklaryita està format únicament per la szklaryita, la darrera espècie en ser aprovada per l'Associació Mineralògica Internacional.
| Espècie    | Fórmula       |
| ---------- | ------------- |
| Szklaryita | ◻Al₆BAs³⁺₃O₁₅ |